# Goodallia
Goodallia es un género de plantas de flores de la familia Thymelaeaceae con una sola especie, Goodallia guianensis.